# The B-52s
Os The B-52s (antes de 2008 denominado The B-52's) é uma banda norte-americana de rock e new wave, formada em 1976, em Athens, por Kate Pierson (vocais), Cindy Wilson (vocais), Fred Schneider (vocais), Ricky Wilson (guitarra) e  Keith Strickland (bateria).
O nome da banda durante muitos anos foi "The B-52's", mas em 2008 deixaram cair o apóstrofo, passando no seu website, na capa do álbum Funplex e single a ler-se "The B-52s".

## História
Nos primeiros três anos, os The B-52s tocam inicialmente em clubes, sendo o mais conhecido o Max's Kansas City. Dada a sua falta de conhecimentos musicais, chegam a utilizar gravações de guitarras e percussão.
Em 1979 lançam o seu primeiro álbum The B-52's, marcado por ritmos de dança, humor e bizarria, do qual se destaca o tema "Rock Lobster" ("Lagosta Rocker" ou "Lagosta do Rock") .
O segundo álbum Wild Planet lançado em 1980, segue a mesma linha do anterior, com destaque para as faixas "Private Idaho" e "Give Me Back My Man".
Em 1981, lançam Party Mix, compilação com 6 faixas remixadas dos dois primeiros álbuns.
Em 1982, David Byrne, dos Talking Heads, trabalha como produtor com a banda mas, após algumas sessões fracassadas, lançam o EP Mesopotamia, que surge sem parte do humor característico do grupo.
Whammy!, o terceiro álbum dos The B-52s, lançado em 1983, mostra o grupo com uma nova sonoridade, mais electrónica. Mesmo assim, o hit do álbum é "Legal Tender".
Em 1985, participam com grande sucesso do festival brasileiro Rock In Rio, no Rio de Janeiro. Foi seu maior público. Foi a última aparição pública de Ricky Wilson com a banda. Ele faleceria de 12 de outubro daquele ano, vitimado por um câncer linfático, causado pela AIDS.
O álbum seguinte, Bouncing Off the Satellites, editado em 1986, é marcado pela morte de Ricky Wilson, poucos meses antes do seu lançamento. A banda ressente-se desta perda e ainda enfrenta o descaso da gravadora. Os hits desse álbum são "Summer Of Love" e "Girl from Ipanema Goes to Greenland".
Só em 1989 a banda volta com um novo trabalho. Com o falecimento do guitarrista (Wilson) o músico Strickland (baterista) se tornou o novo guitarrista, fazendo músicas próprias e compondo junto com o grupo lançando assim Cosmic Thing, que se torna o álbum de maior sucesso comercial do grupo, com êxitos como "Love Shack", "Roam" e "Deadbeat Club".
Em 1992, Cindy Wilson, esgotada com as turnês do álbum anterior, abandona a banda, e é como trio que os B-52s lançam Good Stuff. Cindy junta-se novamente à banda em 1998, mas apenas para apoio da turnê da banda, na promoção do álbum de êxitos Time Capsule.
Em 2002, lançam somente nos EUA uma coletânea dupla, Nude On The Moon.
Em 2008, lançam um novo álbum, "Funplex", fazendo um certo sucesso que atrai novos fãs. A faixa-título tem boa aceitação na mídia, e, impulsionados pelo lançamento, fazem uma turnê que inclui a América Latina (Argentina, Brasil e Peru).

## Outros trabalhos
Fred Schneider, paralelamente aos The B-52s, edita um álbum a solo, em 1984, designado por Fred Schneider & the Shake Society. A música Monster fez grande sucesso no Brasil e seu videoclipe bastante exibido no programa de clipes da Globo, Clip Clip. Inclusive foi faixa do LP de mesmo nome lançado pela Som Livre em 1985. O álbum Fred Schneider & The Shake Society foi relançado em 1991, somente com o título de Fred Schneider, e trazia 5 faixas do álbum em versões remixadas.
Em 1996, Fred Schneider lança um segundo álbum solo, Just Fred.
Em 1990, Kate Pierson trabalha com Iggy Pop, fazendo os vocais da música Candy.
Em 1991, Kate Pierson trabalha com R.E.M., fazendo vocais da música Shiny Happy People.
Em 1994, como BC-52's, participam em The Flintstones, elaborando o tema principal do filme de Steven Spielberg.
Em 1996, Kate Pierson e Cindy Wilson participam da trilha sonora do filme "The Associate", com a cover de "Ain't No Stoppin' Us Now".
Em 1999, Kate Pierson se encontra com Yuki da banda japonesa Judy and Mary e começam a escrever letras juntas, iniciando o grupo NiNa. Dois singles foram lançados seguido por um álbum auto-intitulado NiNa.
Em 2003, Kate Pierson participa de um álbum com músicas não-lançadas de Paul McCartney e John Lennon, intitulado From A Window: Lost Songs of Lennon & McCartney. Kate participa do álbum com 4 músicas.
Em 2004, Kate Pierson e Cindy Wilson participam dos vocais da música "Take My Time", do grupo Junior Senior.
Em 2010, Fred Schneider inicia atividades com um grupo paralelo, o "The Superions", lançando um EP, um álbum completo com temas natalinos e um single.
Em 2015, Kate Pierson lança seu primeiro álbum solo, "Guitars & Microphones", além de um single com uma música inédita, "Better Not Sting The Bee".
Em 2016, Kate Pierson lança um single somente em formato vinil 7" e digital, com uma versão de "Venus" e uma outra inédita, "Radio in Bed".
Também em 2016, Cindy Wilson lança um EP, "Sunrise", com 5 músicas.
Em 2017, Cindy lança outro EP, "Supernatural", também com 5 músicas. No final do ano, lança seu primeiro álbum solo, "Change", com vocais claramente modificados.
Em 2017, Fred Schneider lança com sua banda paralela The Superions o álbum "The Vertical Mind".

## Discografia

### Álbuns originais
- The B-52's, (1979)
- Wild Planet, (1980)
- Whammy!, (1983)
- Bouncing Off the Satellites, (1986)
- Cosmic Thing, (1989)
- Good Stuff, (1992)
- Funplex, (2008)

### EP
- Party Mix, (1981)

01. "Party Out Of Bounds" (Party Remix)
02. "Private Idaho" (Party Remix)
03. "Give Me Back My Man" (Party Remix)
04. "Lava" (Party Remix)
05. "Dance This Mess Around" (Party Remix)
06. "52 Girls" (Party Remix)
- Mesopotamia, (1982)

01. "Loveland"
02. "Deep Sleep"
03. "Mesopotamia"
04. "Cake"
05. "Throw That Beat In The Garbage Can"
06. "Nip It In The Bud"
- Party Mix / Mesopotamia, (1981, 1982, 1990)

01. "Party Out Of Bounds" (Party Remix)
02. "Private Idaho" (Party Remix)
03. "Give Me Back My Man" (Party Remix)
04. "Lava" (Party Remix)
05. "Dance This Mess Around" (Party Remix)
06. "52 Girls" (Party Remix)
07. "Loveland" (Remix 1990)
08. "Deep Sleep" (Remix 1990)
09. "Mesopotamia" (Remix 1990)
10. "Cake" (Remix 1990)
11. "Throw That Beat In The Garbage Can" (Remix 1990)
12. "Nip It In The Bud" (Remix 1990)

### Coletâneas
- Dance This Mess Around: The Best Of The B-52's, U.K., (1990)
- Time Capsule: Songs For A Future Generation, (1998)
- Nude On The Moon: The B-52's Anthology, E.U.A., (2002)